# Reprezentacja Portugalii w rugby union mężczyzn
Reprezentacja Portugalii w rugby jest drużyną reprezentującą Portugalię w międzynarodowych turniejach. Drużyna występuje w Europejskiej 1 dywizji. Swoje mecze zazwyczaj rozgrywa na Estádio Universitário de Lisboa.

## Turnieje

### Udział wPucharze Świata
| Rok  | Kwalifikacje            | Wynik        |
| ---- | ----------------------- | ------------ |
| 1987 | Nie brała udziału       | –            |
| 1991 | Nie zakwalifikowała się | –            |
| 1995 | Nie zakwalifikowała się | –            |
| 1999 | Nie zakwalifikowała się | –            |
| 2003 | Nie zakwalifikowała się | –            |
| 2007 | Awans                   | Faza grupowa |
| 2011 | Nie zakwalifikowała się | –            |
| 2015 | Nie zakwalifikowała się | –            |
| 2019 | Nie zakwalifikowała się | –            |
| 2023 | Awans                   | Faza grupowa |

## Trenerzy
| Imię i nazwisko         | Lata pracy |
| ----------------------- | ---------- |
| Pedro Lynce             | 1976–1983  |
| João Paulo Bessa        | 1983–1986  |
| Vasco Lynce             | 1986–1989  |
| Olegário Borges         | 1989–1993  |
| Andrew Cushing          | 1993–1994  |
| João Paulo Bessa        | 1994–1999  |
| Evan Crawford           | 1999–2001  |
| Tomaz Morais            | 2001–2010  |
| Errol Brain             | 2010–2013  |
| Frederico Sousa         | 2013–2014  |
| João Luís Pinto         | 2014–2015  |
| Olivier Baragnon        | 2015–2016  |
| Ian Smith               | 2016       |
| Martim Aguiar           | 2016–2019  |
| Patrice Lagisquet       | 2019–2023  |
| Sébastien Bertrank      | 2023       |
| João Mirra (tymczasowy) | 2024       |
| Simon Mannix            | 2024–      |